# Kohnoperla yugawae
Kohnoperla yugawae är en bäcksländeart som först beskrevs av Kohno 1965.  Kohnoperla yugawae ingår i släktet Kohnoperla och familjen vingbandbäcksländor. Inga underarter finns listade i Catalogue of Life.